# はりま (音響測定艦)
はりま（ローマ字：JS Harima, AOS-5202）は、海上自衛隊の音響測定艦。ひびき型音響測定艦の2番艦。艦名は播磨灘に由来する。

## 艦歴
「はりま」は、中期防衛力整備計画に基づく平成2年度計画音響測定艦5202号艦として、三井造船玉野事業所で1990年12月26日起工され、1991年9月11日に進水、1992年3月10日に就役し、海洋業務群に編入され呉に配備された。
2001年2月4日午前4時11分、沖縄本島南方約110㎞洋上北緯25度08.4分東経127度32.0分の地点で沖縄県那覇地区漁港所属マグロ延縄漁船第11比慶丸(9.1トン)と衝突し、はりまには右舷中央部外板に擦過傷を受け、比慶丸の船首部に直径50cmの破孔が発生し大破した。
同年10月25日、門司地方海難審判庁那覇支部において、はりま側の動静監視不十分、各種船間の航法不遵守が一因にあったとしながらも、比慶丸船員の居眠りによる運航防止措置不十分、各種船間の航法不遵守が主因とし、比慶丸船員を戒告とする裁決がされた。
2015年12月1日、海洋業務群が海洋業務・対潜支援群に改編され、同群隷下に新編された第1音響測定隊に編入された。
2017年11月1日、第1音響測定隊に海自艦艇として初めてクルー制が導入され今後は乗員を固定せず、3クルーが交互に乗組み2隻を運用する。2021年3月4日、音響情報収集体制増強のため、ひびき型の3番艦「あき」が就役したのに伴い、乗員体制が3隻による4クルー制に変更された。

### 歴代艦長
| 代 | 氏名         | 在任期間                | 出身校・期 | 前職                          | 後職                                      | 備考 |
| -- | ------------ | ----------------------- | ---------- | ----------------------------- | ----------------------------------------- | ---- |
| 01 | 樋口八洲太郎 | 1992.3.10 - 1994.3.24   | 防大10期   | はりま艤装員長                |                                           |      |
| 02 | 橋本憲和     | 1994.3.25 - 1996.3.21   | 防大10期   | 対潜資料隊                    | 海上自衛隊第1術科学校学校教官 兼 研究部員 |      |
| 03 | 上田俊明     | 1996.3.22 - 1998.8.19   |            | 海洋業務群司令部              | 海上自衛隊第1術科学校学校教官             |      |
| 04 | 川原和仁     | 1998.8.20 - 1999.12.19  | 防大14期   | 海洋業務群司令部              | 第4海上訓練指導隊                         |      |
| 05 | 田代耕一     | 1999.12.20 - 2001.5.20  | 防大15期   | 海洋業務群司令部              | 船越基地分遣隊長                          |      |
| 06 | 久和清幸     | 2001.5.21 - 2003.2.9    | 防大17期   | 海洋業務群司令部              | 自衛艦隊司令部                            |      |
| 07 | 戸田恒夫     | 2003.2.10 - 2004.8.29   | 防大17期   | 舞鶴海上訓練指導隊            | 大湊基地業務隊補充部付                    |      |
| 08 | 小久保三夫   | 2004.8.30 - 2006.2.10   |            | 海洋業務群司令部              |                                           |      |
| 09 | 久保田一義   | 2006.12.11 - 2008.9.15  |            | 対潜資料隊海洋第2科長         | 海上自衛隊第1術科学校主任教官             |      |
| 10 | 毛利正人     | 2008.9.16 - 2010.5.31   |            | 海上自衛隊第1術科学校主任教官 |                                           |      |
| 11 | 千葉哲也     | 2010.6.1 - 2011.10.19   |            | 横須賀海上訓練指導隊          |                                           |      |
| 12 | 中田悦司     | 2011.10.20 - 2013.5.29  |            | 海洋業務群司令部              | 函館基地隊付                              |      |
| 13 | 井口龍二     | 2013.5.30 - 2015.3.31   | 防大31期   | すま艦長                      | 海洋業務群司令部                          |      |
| 14 | 西澤俊樹     | 2015.4.1 - 2016.10.13   | 39期幹候   | 海上訓練指導隊群司令部幕僚    | 呉海上訓練指導隊副長 兼 指導部長          |      |
| 15 | 朽木重晴     | 2016.10.14 - 2017.10.31 | 防大35期   | 第1音響観測隊付               | 第1音響測定隊第2クルー長                  |      |